# The Denison-Kimball Trio
The Denison-Kimball Trio est un groupe de jazz rock expérimental américain des années 1990, créé par Duane Denison et Jim Kimball. Leur musique est totalement instrumentale et inspirée par le jazz, l'avant-garde et les musiques de film. Le premier album du groupe est la bande originale de Walls in the City, un court-métrage réalisé par le réalisateur indépendant Jim Sikora et qui fait participer le chanteur des Jesus Lizard, David Yow. Le nom du groupe change en DK3 après la sortie d'un troisième album, Neutrons, qui fait participer Ken Vandermark. Les membres se séparent en 1999 chacun poursuivant leur parcours, avec Hank Williams III et Tomahawk en 2000,.

## Discographie
- 1994 : Walls in the City (Skin Graft Records)
- 1995 : Soul Machine (Skin Graft Records)
- 1997 : Neutrons (Quarterstick Records)